# Maria Franziska von den fünf Wunden Christi

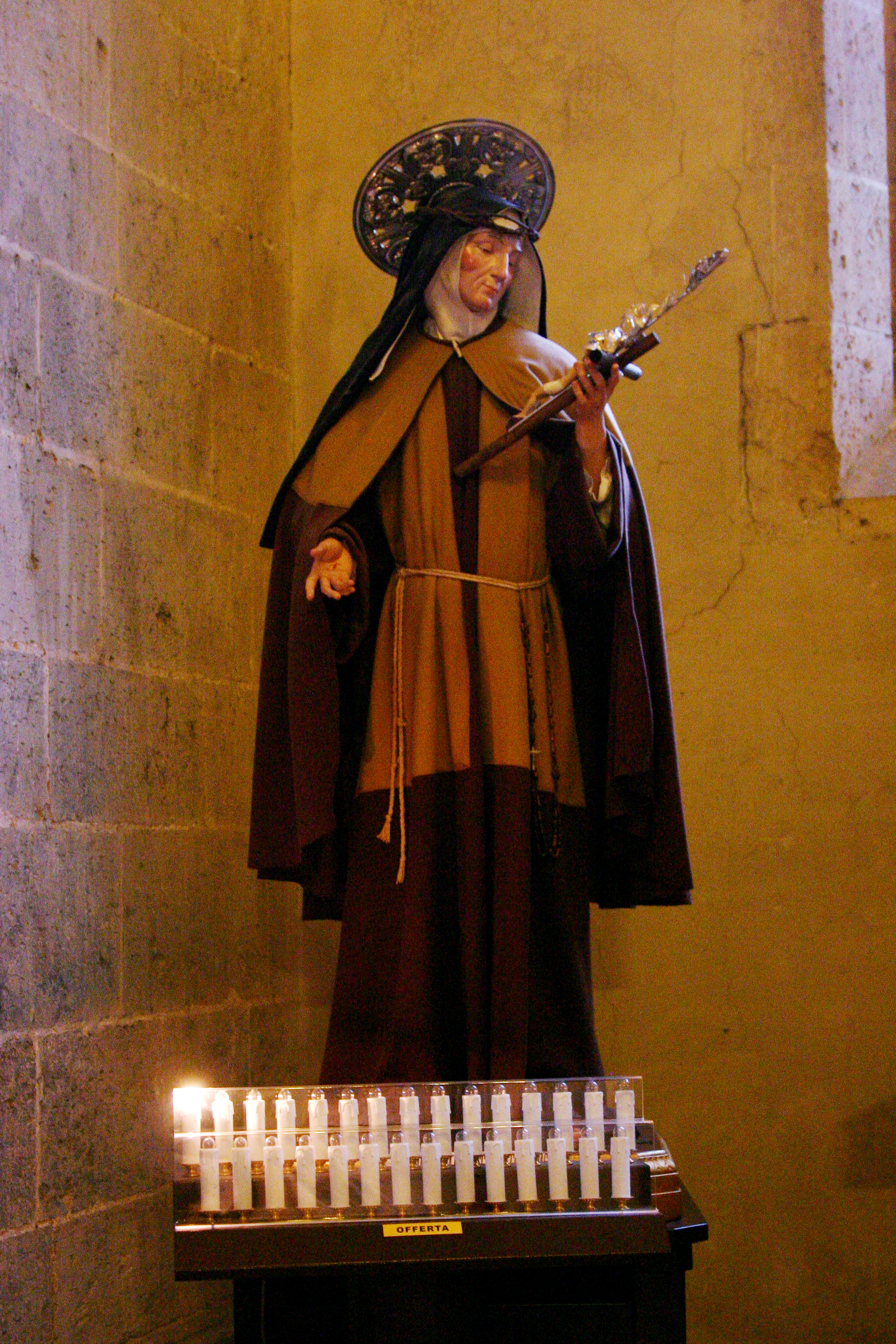
Statue der hl. Maria Franziska von den fünf Wunden Christi

Maria Franziska von den fünf Wunden Christi (geb. Anna Maria Gallo) (* 25. März 1715 in Neapel; † 6. Oktober 1791 ebenda) war Mitglied im Dritten Orden des heiligen Franz von Assisi und Mystikerin. Sie wird in der katholischen Kirche als Heilige verehrt.

## Leben
Anna Maria Gallo stammte aus einer Familie der Mittelschicht. Mit 16 Jahren trat sie, die in ihrem Viertel als „La Santarella“ (die kleine Heilige) bekannt war, gegen den erbitterten Widerstand ihres Vaters, der sie zur Heirat und zur Arbeit im eigenen Ladengeschäft zwingen wollte, in den Dritten Orden der Alcantariner ein. Dieser Reformzweig der franziskanischen Ordensfamilie ging von Petrus von Alcantara aus und bestand bis 1897. Am 8. September 1731 legte sie die Gelübde ab und nahm den Ordensnamen Maria Franziska von den fünf Wunden Christi (ital. Maria Francesca delle Cinque Piaghe) an.
Die Heilige wurde wegen ihrer mystischen Erfahrungen, Prophezeiungen und Visionen bekannt, vor allem aber dafür, dass sie viele körperliche Leiden und seelische Versuchungen geduldig ertrug. Sie empfing auch die Stigmata und soll jeden Freitag und während der gesamten Fastenzeit die Schmerzen der Passion Christi durchlitten haben. Die letzten 38 Jahre ihres Lebens verbrachte sie mit einer Mitschwester in der Wohnung eines Priesters.
Sr. Maria Franziska starb am 6. Oktober 1791 und wurde in der Kirche Santa Lucia Vergine al Monte beigesetzt. Am 6. Oktober 2001 wurde ihr unverwester Körper  ins Heiligtum der ihr geweihten Kirche Sta. Maria Francesca delle Cinque Piaghe im spanischen Viertel von Neapel überführt.
Maria Franziska von den fünf Wunden Christi wurde am 12. November 1843 durch Papst Gregor XVI. selig- und am 29. Juni 1867 durch Papst Pius IX. heiliggesprochen. Ihr Gedenktag ist der 6. Oktober. Sie ist Mitpatronin Neapels und wird von Frauen bei Unfruchtbarkeit und vor der Geburt angerufen.